# Spytihněv (jméno)
Spytihněv je mužské slovanské jméno, rozšířené zejména v Česku, případně v Polsku (v podobě Spicygniew). V latině se píše buď jako Spitigneu, nebo Zpitigneu. Znamená marně se hněvající, nebo náchylný k hněvu. Opakem jména je Spytimír.
Ženská podoba tohoto jména je Spytihněva, v Česku k roku 2016 žila jedna žena s tímto jménem.

## V historii
V českých zemích toto jméno nosila dvě knížata a jeden údělný kníže. Stejně se jmenoval třetí syn Vratislava I.
Údajný potomek legendárního polského knížete Leška III. z rodu Popielů se jmenoval Spicygniew.

## Domácí podoby
Spytěk, Hněvek, Spyťa

## Známí nositelé jména
- Spytihněv I. - český kníže z rodu Přemyslovců, budovatel knížecího rodového patrimonia.
- Spytihněv II. - český kníže z rodu Přemyslovců, podle Kosmy byl prý nejsličnějším Přemyslovcem.
- Spytihněv Brněnský - z brněnské větve Přemyslovců, poslední údělný brněnský kníže.
- Spytihněv Přemyslovec - třetí syn českého knížete Vratislava I.
- Spytihněv Šorm - český houslista, koncertní mistr Národního divadla.